# Rikken Kakushintō
El Rikken Kakushintō (japonés: 立憲革新党, lit. Partido Constitucional Reformista) era un partido político en Japón.

## Historia
El partido se estableció en mayo de 1894 como una fusión del Dōmei Seisha y el Dōshi Seisha, que juntos habían ganado 42 escaños en las elecciones de marzo de 1894, aunque solo 40 miembros de la Dieta Nacional permanecían en el momento de la fusión. Cinco miembros luego se separaron para establecer el Partido Progresista Chūgoku.
En las elecciones de septiembre de 1894 ganó 30 escaños. En febrero de 1896 se fusionó con el Rikken Kaishintō, el Partido Progresista Chūgoku, el Teikoku Zaisei Kakushin-kai y el Club Ōte para formar el Shimpotō.